# Контрольно-следовая полоса

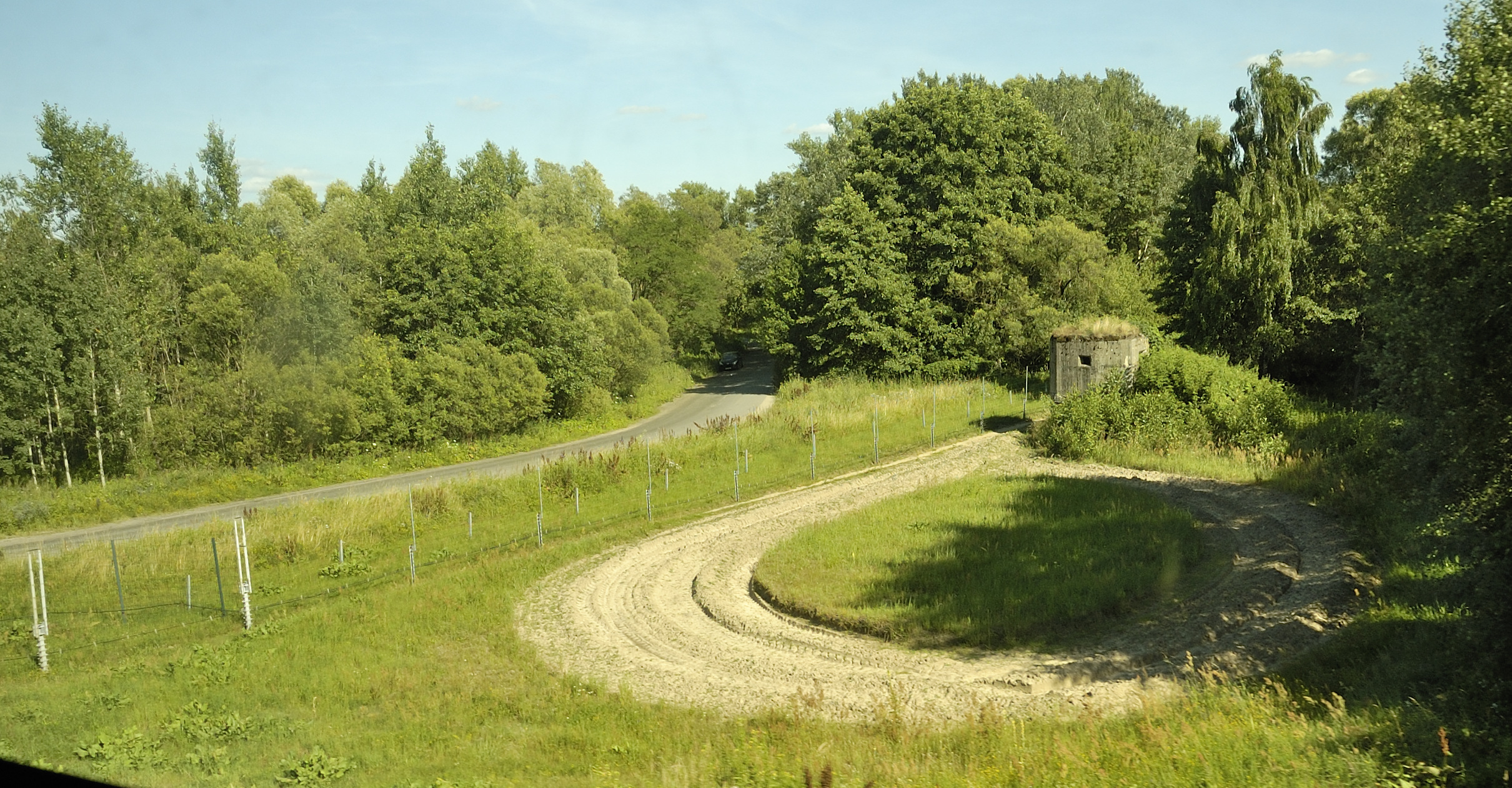
Контрольно-следовая полоса на белорусско-польской границе

Контро́льно-следова́я полоса́ (КСП) — распаханная полоса земли вдоль государственной границы, фиксирующая пересечение границы нарушителями. Средство обнаружения, использующееся для обеспечения режима государственной границы в странах СНГ, СССР и некоторых других государствах бывшего Восточного блока.

## Предшественники

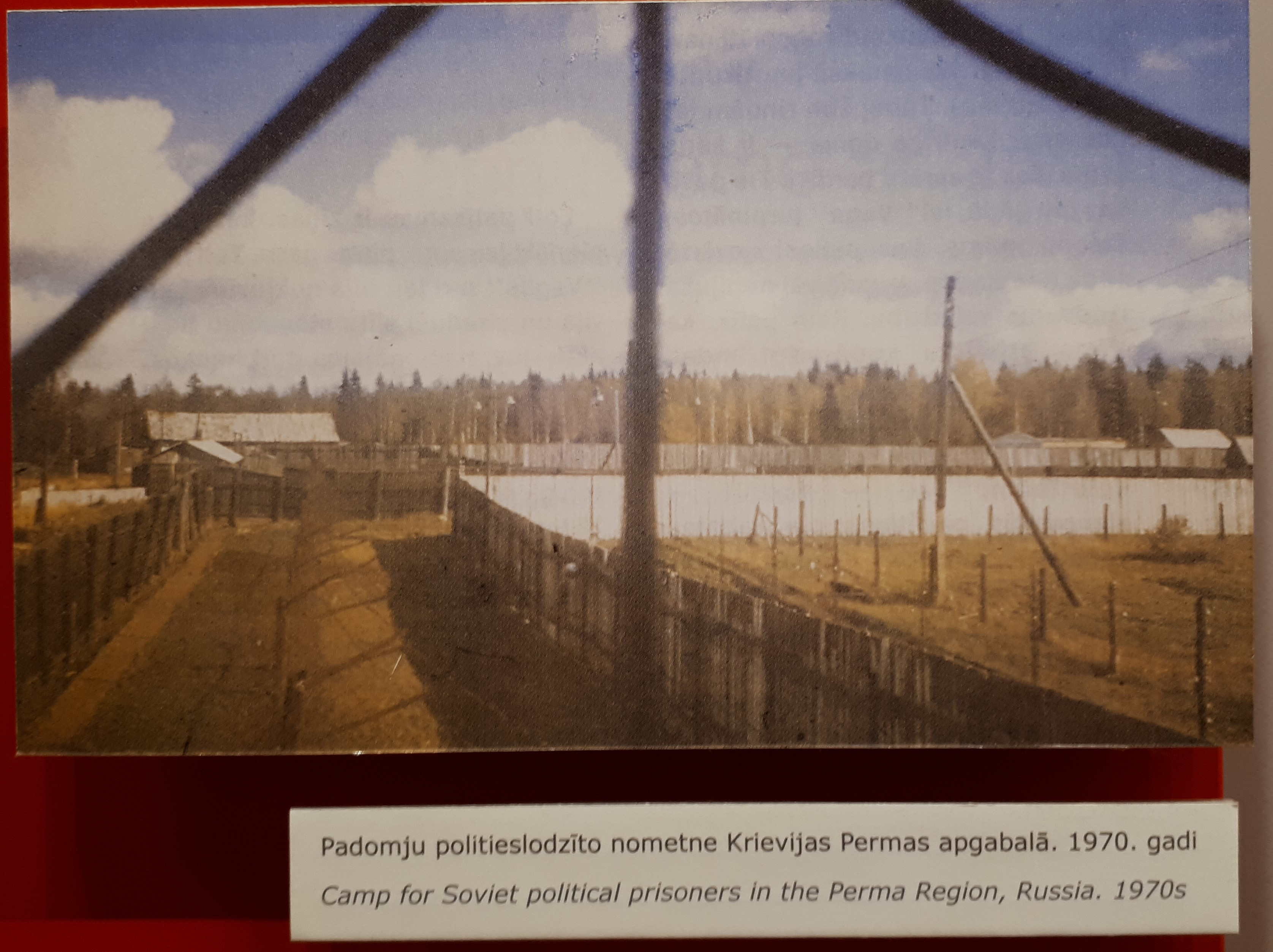
Аналог КСП — запретная зона (на фото — участок между заборами), распаханная для того, чтобы следы беглеца были видны с вышки

До КСП применялись завалы на лесных тропах, дороги загромождались сучьями — всё это носило нецентрализованный характер. В 1920-е годы на участках границы применялись различные приёмы для обеспечения сохранности следов, например, грунтовые дороги и тропы на границе присыпались песком, — при выходе на охрану границы заступившие в наряд брали с собой по мешку с песком и по мере движения рассыпали его за собой равномерно на контрольном участке.

## История
По широко распространённой в СССР легенде, первая КСП была сооружена в 1932 году в Белорусском пограничном округе после того, как
осенью 1931 года крестьяне села Лунино Узденского района на берегу Немана на границе с Польшей распахали под клевер полосу приграничной земли. Проходя мимо полосы, военный фельдшер Городничий заметил следы, явно не принадлежавшие крестьянам, благодаря чему сумел выследить и задержать нарушителя государственной границы.

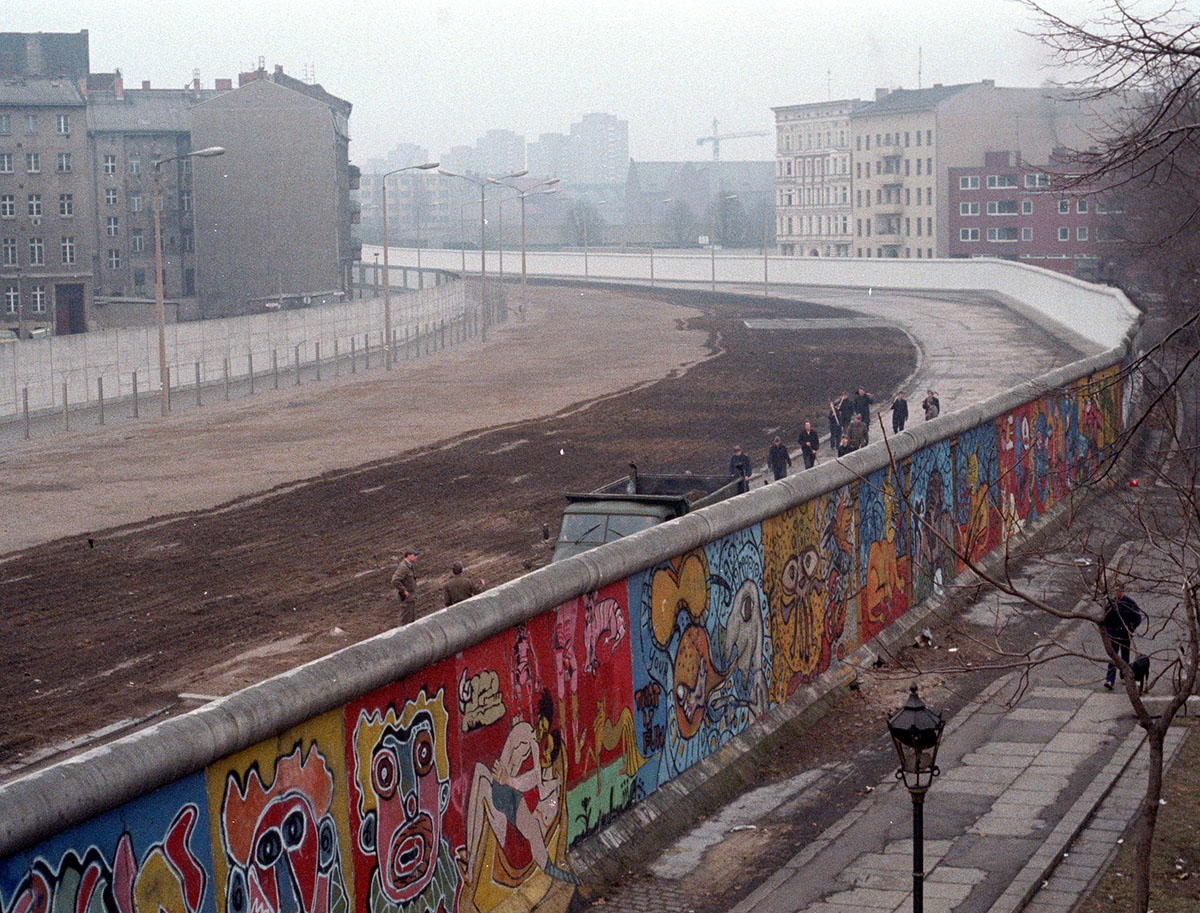
Обширная контрольно-следовая полоса между внешней и внутренней берлинскими стенами, именовавшаяся в просторечии «полосой смерти» (Todesstreifen). Группа рабочих с лопатами сопровождает самосвал, гружённый свежевыкопанным грунтом, для поддержания поверхности полосы во взрыхлённом состоянии

Разумеется, эта легенда была придумана советскими литераторами, плохо знакомыми с организацией пограничной службы, и конечно же, ничего подобного в указанном месте происходить не могло, поскольку там, во-первых, действовал режим государственной границы, прямо исключавший какие-либо сельскохозяйственные работы на прилегающей к границе территории, тем более в строго определённой приграничной полосе, и тем более посторонними лицами (в данном случае, крестьянами), во-вторых, доступ в поля и на пахотные земли для колхозников был строго ограничен посевом и уборкой урожая, несанкционированный выход вне указанного периода работ и вне хозяйственного задания строго наказывался, а всякий санкционированный властями выход должен был согласовываться лично председателем колхоза с начальником заставы (о чём последним должно было немедленно докладываться далее по начальству) и сопровождаться бюрократической процедурой строгой отчётности, включающей в себя «представление поимённого списка лиц, следующих для производства работ в пограничную полосу, заверенного соответствующими печатями и подписями, и обеспечивать соблюдение работающими гражданами установленного пограничного режима», что исключало возможность каких-то крестьян что-то самовольно распахать на границе. И конечно же, не в компетенции «военного фельдшера» было заниматься самодеятельным поиском, выслеживанием, преследованием и задержанием нарушителей государственной границы. На деле, практика вспашки применялась в те годы не на участках прилегающих к госгранице, а вокруг колхозных полей, чтобы по оставленным следам можно было найти и идентифицировать «нарушителей» охраняемого периметра полей по «Закону о трёх колосках». В отличие от пограничников, которые только перенимали новинку в инициативном порядке, для частей ОГПУ, следивших за сохранностью урожая, крестьяне распахивали полосы вокруг полей в обязательном порядке. Чтобы преодолеть заграждения и прокормить семью, крестьяне шли на всяческие ухищрения и проявляли недюжинную смекалку и изобретательность, отправляя за колосьями детей, которые после заката преодолевали вспаханный участок высохшего грунта очень осторожно, медленно переползая по-пластунски, или же заходили со стороны заводнённых и заболоченных участков или реки, где полоса прерывалась, и собаке было не взять след, — в трудах русского учёного Александра Базарова, который ребёнком участвовал в «хищениях» выращенной им самим и его родителями пшеницы, содержится фрагмент его собственных воспоминаний, подробно описывающих этот процесс, больше напоминающий собой разведвыход. В те годы, эти полосы именовались «охранными». Нововведение было быстро подхвачено по инстанции частями ВОХР, лагерной охраной и пограничной охраной, так же находившейся в те годы в составе войск ОГПУ. Оттуда же в инвентарь пограничной службы пришли прожектора, не использовавшиеся ею до 1935 года, как и сторожевые, и поисковые овчарки, использовавшиеся для охраны полей, поиска спрятанного зерна или следов обмолота, о чём было не принято упоминать в советские годы. Между тем, к 1939 году практика распахивания полосы приграничной земли, распространившаяся по всем пограничным заставам СССР, была утверждена законодательно. В конце 1940-х годов для такой полосы был принят официальный термин «контрольно-следовая полоса (КСП)».

## Разновидности
В качестве естественных КСП могут использоваться участки снежного покрова, песчаные берега моря, рек, озёр и других водоёмов, однородная и густая трава, торф, мох, твёрдые пески. Искусственные КСП (вспаханные или окроплённые водой) устраиваются на таких типах грунта, верхний слой которых рыхлый и имеет заостренный профиль. Распахивание может комбинироваться с посыпанием распаханного участка песком. Основные полосы шириной не менее 6 метров обычно проходят вдоль ограждения, все остальные являются вспомогательными и могут быть шириной от 2 до 8 метров.